# Estadio Meadowbank
El Estadio Meadowbank  (en inglés: Meadowbank Stadium) es una instalación deportiva de usos múltiples ubicada en la ciudad de Edimburgo, Escocia. Fue sede de los Juegos de la Commonwealth de 1970 y 1986.
La capacidad del estadio es de 16 500 espectadores. La tribuna principal tiene 7500 asientos al descubierto. El complejo deportivo y campos adyacentes al este cubren el espacio antes ocupado por el viejo estadio Meadowbank. El estadio posee instalaciones deportivas bajo techo incluyendo canchas de squash y baloncesto. Estas también se utilizan para las ferias de antigüedades, las competencias de artes marciales, conferencias y reuniones de iglesia. Otras instalaciones al aire libre incluyen campos de hockey.